# Talentirani gospodin Ripley
 Ovo je glavno značenje pojma Talentirani gospodin Ripley. Za istoimeni film pogledajte Talentirani gospodin Ripley (1999.).
Talentirani gospodin Ripley (eng. The Talented Mr. Ripley) je kriminalistički roman američke književnice Patricie Highsmith objavljen 1955. godine.  To je njezin drugi roman, a prvi u seriji o Thomasu Ripleyju, hohštapleru i ubojici te velikom hedonistu i ljubitelju umjetnosti.  Pisan je u trećem licu s praćenjem perspektive glavnog lika; uz kriminalistički zaplet, naglašene su i teme pravednosti u društvu i morala kroz navođenje čitatelja na razumijevanje i simpatije za antijunaka unatoč okrutnostima koje čini.
Dvaput je ekraniziran, a obje ekranizacije se u priči i karakterizaciji likova dosta razlikuju od izvornika: 1959. francuski redatelj Rene Clement je snimio U zenitu sunca, a 1997. Britanac Anthony Minghella je snimio prilično uspješan film istog naslova kao i knjiga (koja je tek te godine prevedena na hrvatski).

## Radnja
Thomas Ripley je siromašan i neobrazovan mladić, bez posebnih talenata osim matematičkih sposobnosti i sposobnosti da se svidi ljudima.  Odgojila ga je tetka u Bostonu koja je prema njemu bila gruba i ostavila neugodne dojmove pa je u dvadesetoj godini pobjegao u New York i tamo obavljao razne slabo plaćene poslove ne ustrajući ni u jednom.  Na početku priče iz romana životari bez posla i neuspješno pokušava zaraditi nešto novca na poreznim prijevarama zbog kojih sumnja da mu je na tragu policija.  Nada se da će iskrsnuti kakva dobra prilika.
Jednog dana mu prilazi nepoznati čovjek koji mu se predstavlja kao Herbert Greenleaf, imućni brodograditelj i otac Richarda Greenleafa, njegovog starog poznanika.  Govori mu kako njegov sin raskalašeno živi u Italiji i odbija se vratiti da bi preuzeo obiteljski posao, a jer je Herbert čuo (preuveličanu) priču o njihovom prijateljstvu, smatra da bi Ripley mogao pisati Richardu i pokušati ga nagovoriti da se vrati.  Početno nezainteresiran, Ripley prepoznaje priliku za izlaz iz nevolja i vlastiti probitak te uspijeva nagovoriti naivnog starog Greenleafa da mu plati put u Europu kako bi osobno kontaktirao njegovog sina.  
Tom odlazi u talijanski gradić Mongibello gdje Dickie opušteno provodi vrijeme zabavljajući se i pokušavajući slikati.  Kontaktira ga na plaži, ali on ga se jedva sjeća; kratko se druže, no Tom ne uspijeva ostaviti posebno upečatljiv dojam.  Bojeći se da će mu zadatak sasvim propasti, odlučuje se na očajnički korak kojim nastoji izmamiti bilo kakvu završnu reakciju: priznaje Richardu da ga je poslao njegov otac kako bi ga vratio kući.  Richard to smatra zabavnim te se kroz šalu sprijatelje, počinju se više družiti i zbližavati.  Tom se useljava u njegovu kuću i postaje sve više fasciniran njime, istodobno mu podilazeći u svakom pogledu i uživajući u raskošnom načinu života koji mu on omogućava.  Uznemiruje ga jedino Marge, njemu neobično odbojna spisateljica, koja je potajno zaljubljena u Richarda.  
Budući da Richard većinu vremena počinje provoditi s Tomom, Marge sumnja da je on homoseksualac koji joj ga želi preoteti (događaji iz njegove prošlosti sugeriraju da je aseksualan).  Svoju sumnjičavost prenosi na Richarda te dolazi do prve svađe između njih dvojice nakon koje se on smiruje, no uskoro se opet posvađaju oko nekog sumnjivog posla u koji se Tom želio upustiti.  Odnos im je vidno narušen, Richard opet počinje provoditi više vremena s Marge, a zajednički planovi im propadaju.  Richardova rastuća hladnoća i ravnodušno pismo, kojim ga njegov otac razrješava dužnosti zbog neuspjeha, počinju zabrinjavati Toma, prvenstveno na emotivnoj razini jer se osjeća odbačenim i poniženim.
Zajedno putuju u Sanremo; Tom nagađa da im je to posljednje druženje jer primjećuje da je postao suvišan i da je Richardu njegovo društvo mrsko.  Pomišlja da mu prije razlaza ukrade kakve korisne stvari, no zbog Richardovog arogantnog ponašanja odjednom ga strašno zamrzi i počinje radije pomišljati na ubojstvo.  Na brzinu isplanira da se provezu čamcem te ga na pučini brutalno ubija veslom; potapa i tijelo i čamac.  Kako je već ranije opazio veliku fizički sličnost s njime, a kroz druženje je usvojio i njegov stil ponašanja, odlučuje pretvarati se da je Richard Greenleaf: krivotvori potpise, šalje lažna pisma poznanicima i obitelji, sređuje bankovne račune, rasprodaje imovinu.  Ne osjeća nikakvu grižnju savjesti zbog zločina i uživa u obilju, putovanjima, proučavanju umjetnina i druženju u viskom društvu.  Ne samo što se pred drugima pretvara da je Dickie, nego i sam postaje on, sasvim preuzima njegov način ponašanja i života; zaključuje da je bolje biti arogantni i samouvjereni Richard Greenleaf nego dosadni i slabi Tom Ripley.
Lagodni život mu prestaje kada ga u njegovom novom stanu u Rimu, koji je iznajmio pod imenom Richarda Greenleafa, zatiče Freddie Miles, Dickijev stari prijatelj koji pokazuje sumnjičavost i neprijateljstvo prema Tomu.  U nedostatku boljeg rješenja Tom ga ubija i ostavlja tijelo izvan grada kako bi izgledalo da se radi o pljački.  Planira napustiti grad, no policija ga ipak zadržava (kao Greenleafa) jer je pronašla tijelo, a Miles je posljednji put viđen u njegovom stanu.  Događaji oko ubojstva privlače pažnju na njega te se mora nositi sa svim svojim i Dickijevim prijateljima koji ga pokušavaju kontaktirati.  Iako u početku nije osumnjičen za Milesovo ubojstvo, položaj mu se pogorša kada saznaje da je policija otkrila čamac s krvavim mrljama iz San Rema te da sumnjaju kako je Tom Ripley tamo ubijen jer se od tada više nigdje nije pojavljivao.  Dickie sad postaje glavni osumnjičeni za oba ubojstva pa Tom zaključuje da je opasno nastaviti s pretvaranjem i odlazi u Veneciju gdje se prijavljuje policiji kao Thomas Ripley s ciljem da razbije sumnje oko vlastitog nestanka.  Sada Dickie prestaje postojati, a njegov nestanak i policijska potraga postaju tema novinskih članaka i razgovora među američkim turistima i imigrantima u Italiji.  
Tom je sve uredio tako da na njega ne pada nikakva sumnja; prenio je na sebe priličan dio Dickijevog imetka i vodi ugodan život u Veneciji.  U razgovorima doprinosi stvaranju sve veće zbrke i širenju raznih teorija o tome što je Dickie učinio i gdje se sada nalazi; počinje se čak sumnjati da je počinio samoubojstvo.  Tom uspješno zavarava i talijansku policiju, i Marge, i starog Greenleafa, i američkog detektiva kojeg je on unajmio.  Kako bi se dokopao novca krivotvori Richardovu oporuku koju Herbert ravnodušno prihvaća kao pravu, smatrajući da mu je sin ili mrtav, ili ga se zauvijek odrekao.  Tom se rješava i posljednje brige, uspijevajući izbjeći sumnju nakon otkrića Richardovih odbačenih stvari, te putuje u Grčku gdje planira proučavati antičku kulturu.